# شيشتاروفاتس
شيشتاروفاتس هي قرية تقع في إقليم أراد في رومانيا. تبعد عن أراد 42 كم.

## السكان
حسب إحصائيات 2002 بلغ عدد سكان القرية 383 نسمة.